# Martin Irle

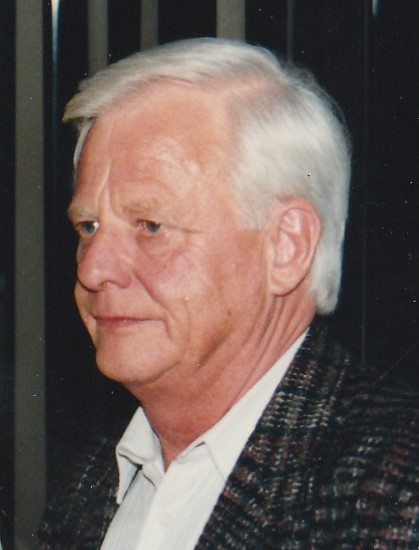
Martin Irle

Martin Irle (* 26. Januar 1927 in Witten; † 26. Oktober 2013) war ein deutscher Sozialpsychologe.

## Leben
Martin Irle war das dritte von vier Kindern eines protestantischen Pfarrers. Geprägt von einschneidenden Kriegsereignissen kehrte er früh aus der britischen Kriegsgefangenschaft zurück und studierte ab dem Wintersemester 1948/49 Soziologie, Psychologie und Pädagogik an der Universität Göttingen. Wichtige Lehrer waren die Professoren Johannes von Allesch und Kurt Wilde. Das Interesse am Werk von Kurt Lewin entwickelte sich schon früh. 1952 legte er seine Diplom-Prüfung im Fach Psychologie ab. Ab dem Jahr 1954 war er Leiter des Psychologischen Dienstes der Deutschen Gesellschaft für Personalwesen in Frankfurt, ein Jahr darauf promovierte er zum Dr. rer. nat. mit der Konstruktion des Berufsinteressentest (BIT).
1956 übernahm er die Leitung der Industriesoziologischen Abteilung am George-Washington-Institut für Vergleichende Sozialforschung in Stuttgart, 1957 wurde er wissenschaftlicher Assistent am Institut für Empirische Soziologie an der Wirtschaftshochschule Mannheim. Fünf Jahre darauf folgte die Habilitation für Soziologie und Sozialpsychologie an der Wirtschaftshochschule Mannheim. Im Jahr 1964 wurde er zum ordentlichen Professor bestellt, 1969 wurde er Theodor-Heuss-Professor an der Graduate Faculty der New School for Social Research in New York. Es folgte eine Gastprofessur im Jahr 1973 am Political Science Department der State University of New York at Stony Brook. 1986 lehnte Irle einen Ruf an die Freie Universität Berlin ab, 1992 folgte seine Emeritierung.
Irle hatte ab 1964 bis zu seiner Emeritierung 1992 den Lehrstuhl für Sozialpsychologie an der Fakultät für Sozialwissenschaften der Universität Mannheim inne. Von 1968 bis 1983 leitete er den von ihm initiierten Sonderforschungsbereich (SFB) 24 für „Sozial- und wirtschaftspsychologische Entscheidungsforschung“ der Deutschen Forschungsgemeinschaft. Dieser SFB stellte Verbindungen zu zahlreichen ausländischen Fachkollegen her, die als Gastprofessoren in Mannheim tätig waren, darunter waren Jack W. Brehm, Morton Deutsch, Leon Festinger, Leonard Berkowitz, Chuck Kieser, Harold Kelley, Arie Kruglanski, Elain Walster, Robert Wyer, Philip Zimbardo, Robert A. Wicklund oder Gün Semin.
Zusammen mit Hubert Feger, Carl Friedrich Graumann und Klaus Holzkamp gründete er 1970 die Zeitschrift für Sozialpsychologie. Gegen den Widerstand einiger anderer Gründer legte er sein Amt nieder und machte so den Weg frei für ein Verfahren des Herausgeberwechsels, das in Abstimmung mit den Fachgesellschaften der DGPs zu einem Modell für die Fachzeitschriften der DGPs wurde. Von 1976 bis 1978 war er Präsident der Deutschen Gesellschaft für Psychologie.
Seine Freundschaft mit Leon Festinger (1919–1989), der noch bei Kurt Lewin studiert hatte, hat Irles sozialpsychologische Werk besonders geprägt.
Martin Irle hatte zwei Kinder. Seine Tochter Eva Irle ist Professorin für Psychopathologie und Neuropsychologie am Zentrum Psychologische Medizin der Universität Göttingen.
Irle war über vier Jahrzehnte – bis zu seinem Tod – Mitglied im SPD-Ortsverein Weinheim.

## Schriften (Auswahl)
- B-I-T. Berufs-Interessen-Test. Verlag für Psychologie, Göttingen 1955 (2. Auflage, zusammen mit W. Allehoff, 1988)
- Soziale Systeme – eine kritische Analyse der Theorie von formalen und informalen Organisationen. Verlag für Psychologie, Göttingen 1963
- (Hrsg.): Texte aus der experimentellen Sozialpsychologie. Luchterhand Verlag, Neuwied 1969
- Macht und Entscheidungen in Organisationen – Studie gegen das Linie-Stabs-Prinzip. Akademische Verlagsgesellschaft, Frankfurt a. M. 1971
- Lehrbuch der Sozialpsychologie. Verlag Hans Huber, Bern 1975
- (zusammen mit Volker Möntmann (Hrsg.)): Leon Festinger: Theorie der kognitiven Dissonanz. Bern 1978: Verlag Hans Huber
- (als Herausgeber): Attraktivität von Entscheidungsalternativen und Urteilssicherheit. Huber, Bern 1978
- Studies in Decision Making. Social Psychological and Socio-Economic Analyses. de Gruyter, Berlin 1982, ISBN 3-11-008087-7.
- (zusammen mit Fritz Strack): Psychologie in Deutschland: ein Bericht zur Lage von Forschung und Lehre. Verlag für Chemie, Weinheim 1983
- Kursus der Sozialpsychologie. Luchterhand Verlag, Neuwied 1988, ISBN 3-472-75106-1.
- (zusammen mit Dieter Frey (Hrsg.)): Theorien der Sozialpsychologie, Bd.1, Kognitive Theorien. Huber, Bern 2002, 2. vollständig überarbeitete und erweiterte Auflage ISBN 3-456-82038-0
- (Hrsg.): Methoden und Anwendungen in der Marktpsychologie. 1983, Hogrefe Verlag ISBN 3-8017-0189-1.
- (zusammen mit Dieter Frey (Hrsg.)): Theorien der Sozialpsychologie, Bd.2, Soziales Lernen, Interaktion und Gruppenprozesse. Huber, Bern 2002, 2. vollständig überarbeitete und erweiterte Auflage
- (zusammen mit Dieter Frey (Hrsg.)): Theorien der Sozialpsychologie, Bd.3, Motivation und Informationsverarbeitung. Huber, Bern 2002, 2. vollständig überarbeitete und erweiterte Auflage

## Zitate
„Es hat keiner so viel für die Sozialpsychologie in Deutschland getan wie Martin Irle.“

„Martin Irle machte gegen Ende der siebziger Jahre auf dem Korridor von A4 eine beiläufige Bewertung, die sich als hellsichtiges Menetekel erwiesen hat: Umfragen seien Quasi-Experimente mit Selbstselektion der Probanden ohne Replikation.“

## Ehrungen
Die European Association of Social Psychology (EASP) zeichnete im Jahre 2005 auf ihrer Tagung in Würzburg Martin Irle mit dem Jean-Paul Codol Award aus:

„…insbesondere der von Professor Irle ins Leben gerufene Sonderforschungsbereich (SFB) 24 zum Thema ‚Entscheidungsverhalten‘ entwickelte sich zu einer Nachwuchsschmiede der deutschen Sozialpsychologie und somit zu einem der erfolgreichsten Sonderforschungsbereiche in der Geschichte der Deutschen Forschungsgemeinschaft (DFG). Als langjähriger Sprecher des SFB 24 förderte Professor Irle von Anbeginn die Vernetzung der NachwuchsforscherInnen mit den zu dieser Zeit international herausragendsten Sozialpsychologen wie Leon Festinger, Henri Tajfel oder Harold Kelley und verhalf auf diese Weise seinen MitarbeiterInnen zu außergewöhnlichen Karrieren. Viele von diesen nehmen heute wissenschaftliche Spitzenpositionen in Forschung und Lehre ein. Professor Irle hat somit zur weltweiten Sichtbarkeit der deutschen und europäischen Sozialpsychologie beigetragen – lautet daher auch das Urteil der Jury.“

Die Deutsche Gesellschaft für Psychologie hat Irles Wirken mit einem nach ihm benannten Preis gewürdigt. Mit dem Martin-Irle-Preis werden psychologische Wissenschaftler geehrt, die als Mentoren in besonderem Maße Studenten, Doktoranden und Habilitanden befähigt und motiviert haben, eine wissenschaftliche Laufbahn in der Psychologie einzuschlagen. Der Martin-Irle-Preis ist mit einem Preisgeld von 1.000 Euro dotiert und wurde anlässlich des 50. Kongresses der Deutschen Gesellschaft für Psychologie in Leipzig im Jahr 2016 erstmals verliehen.